# Zaza Zozirovi
Zaur "Zaza" Zozirovi (Zozyrty) (gruzínsky ზაურ "ზაზა" ზოზიროვი) nebo (ukrajinsky Заза Зазіров (Zaza Zazirov)), (* 25. dubna 1972 Gori, Sovětský svaz) je bývalý sovětský a gruzínský zápasník volnostylař osetského původu, olympijský medailista z roku 1996, který od roku 1995 reprezentoval Ukrajinu.

## Sportovní kariéra
Volnému stylu se věnoval od 10 let v rodném Gori pod vedením Nugzara Schireliho. V roce 1994 akceptoval podmínky nového ukrajinského reprezentačního trenéra Borise Savlochova a od roku 1995 startoval za Ukrajinu. Připravoval se v Kyjevě v armádním sportovním klubu CSKA. V roce 1996 startoval na olympijských hrách v Atlantě. Ve čtvrtfinále prohrál s Vadimem Bogijevem z Ruska, v boji o třetí místo uspěl proti Yosvani Sánchezovi a získal bronzovou olympijskou medaili. V roce 2000 startoval na olympijských hrách v Sydney, ale nepostoupil z mimořádně vyrovnané základní skupiny. Obsadil 11. místo. Od roku 2002 se nově definovaly váhové kategorie a startoval ve velterové váze. Sportovní kariéru ukončil potom co se nekvalifikoval na olympijské hry v Athénách v roce 2004.

## Výsledky
| Turnaj             | Gruzie     | Gruzie     | Ukrajina   | Ukrajina   | Ukrajina   | Ukrajina   | Ukrajina   | Ukrajina   | Ukrajina   | Ukrajina       | Ukrajina       | Ukrajina       |
| Turnaj             | 1993       | 1994       | 1995       | 1996       | 1997       | 1998       | 1999       | 2000       | 2001       | 2002           | 2003           | 2004           |
| Turnaj             | 21         | 22         | 23         | 24         | 25         | 26         | 27         | 28         | 29         | 30             | 31             | 32             |
| Turnaj             | lehká váha | lehká váha | lehká váha | lehká váha | lehká váha | lehká váha | lehká váha | lehká váha | lehká váha | velterová váha | velterová váha | velterová váha |
| ------------------ | ---------- | ---------- | ---------- | ---------- | ---------- | ---------- | ---------- | ---------- | ---------- | -------------- | -------------- | -------------- |
| Olympijské hry     |            |            |            | 3.         |            |            |            | 11.        |            |                |                | —              |
| Mistrovství světa  | —          | —          | 16.        |            | 3.         | 2.         | 16.        |            | 10.        | —              | 12.            |                |
| Mistrovství Evropy | 1.         | —          | 4.         | 3.         | 3.         | 2.         | 1.         | —          | 6.         | —              | —              | 6.             |